# Universitätsbibliothek der Technischen Universität Graz

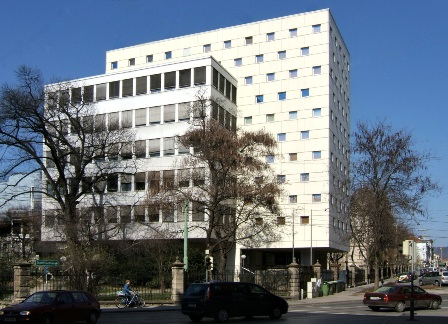
Hauptgebäude der Universitätsbibliothek der Technischen Universität Graz

Die Bibliothek der Technischen Universität Graz ist als Serviceeinrichtung der Technischen Universität Graz für die umfassende Literatur- und Informationsversorgung in Lehre und Forschung zuständig. Als gesellschaftliche Zielsetzung verfolgt sie die Bewahrung des kulturellen Erbes im technischen und naturwissenschaftlichen Bereich. Die Bibliothek verfügt über drei Standorte: Hauptbibliothek, Fachbibliothek Inffeld und Fachbibliothek NAWI und über rund 80 Institutsaufstellungen. Ihre Dienstleistungen richten sich in erster Linie an Studierende und Forschende der Universität, sie ist aber auch öffentlich zugänglich.

## Geschichte
Die Bibliothek der Technischen Universität Graz existiert seit dem Jahr 1889 als eigene Einrichtung. Davor war sie Teil der Bibliothek am Joanneum, des von Erzherzog Johann gegründeten „National-Musäums“ für Innerösterreich. Diese Bibliothek wurde im Jahr 1812, ein Jahr nach der Gründung des Joanneums, eröffnet. Am Joanneum wurden von Beginn an Vorlesungen zu Mineralogie, Physik, Chemie, Botanik gehalten. 1865 entstand die Technische Hochschule am Joanneum. Seit dem Jahr 1875 gab es eine eigene Jahresdotation für die technische Literatur in der Landesbibliothek. Diese Literatursammlung blieb aber unter einem gemeinsamen Dach mit der Landesbibliothek. Da die Bücher und Zeitschriften, die mit dieser Dotation erworben worden waren, getrennt verwaltet wurden, bedeutete dies eigentlich den Anfang der Hochschulbibliothek. Mit der Fertigstellung des Hauptgebäudes der damaligen Technischen Hochschule in der Rechbauerstraße  wurde 1888 ein Teil der technischen Bücher- und Zeitschriftensammlung der Joanneumsbibliothek an die Hochschule übergeben. Die Bibliothek erhielt eigene Räumlichkeiten im ersten Stock des Hauptgebäudes, und somit vollzog sich die endgültige Trennung von der Joanneumsbibliothek.
Gegen Ende des 19. Jahrhunderts wurde vom ersten Leiter der Bibliothek der Technischen Hochschule, Emil Ertl, der Platzmangel in der Bibliothek beklagt. Während der kommenden Jahrzehnte konnten aber immer nur provisorische Lösungen erreicht werden, wie die Adaptierung von Räumen, die an die Bibliothek angrenzten. Erst im Jahr 1975 bezog die Bibliothek einen selbständigen Bibliotheksbau in der Technikerstraße 4, wo sie sich auch heute noch befindet. Platzmangel begleitete die Bibliothek viele Jahre. Eine Sanierung des Gebäudes 2008 wurde dazu genutzt, 4 Magazinsetagen in Freihandbereiche umzuwandeln und für die Studierenden zu öffnen.

## Jüngste Entwicklungen
In Österreich zeichnet die Bibliothek die frühe Einführung der EDV in der Erfassung des Bestandes und der Bibliotheksstatistik aus. Die Initiativen des  Bibliotheksdirektors, Karl F. Stock, sich moderner Technologien zu bedienen, wurden im technischen Umfeld der Hochschule angenommen.  1976 gab es ein Zuwachsverzeichnis auf einem Großrechner der Firma Sperry-UNIVAC. Des Weiteren erfolgte zur Mitte der 1980er Jahre die Entwicklung eines EDV-Konzeptes für die Bibliothek, das einen automatisierten Geschäftsgang, den Ausbau eines lokalen Netzes an der Bibliothek sowie Möglichkeiten für Schnittstellen zu anderen Systemen vorsah. Einen Online-Katalog gibt es seit dem Jahr 1986. Da der Bestand bis in die 1970er Jahre zurück in maschinenlesbarer Form vorhanden war, enthielt der Online-Katalog von Beginn an rund 70.000 Titel.
Die RFID-Technologie hielt bereits im Jahr 2005 Einzug in die Bibliothek der Technischen Universität Graz. Sie war somit die erste Universitätsbibliothek in Österreich, die RFID einführte. Dadurch konnte eine Serviceverbesserung im Entlehnbereich (Selbstverbucher) erzielt werden.
1990 wurden die Fachbibliothek für Chemie in der Petersgasse und die Fachbibliothek für Geodäsie & Mathematik in der Steyrergasse gegründet. 2001 eröffnete die Fachbibliothek Inffeld mit einer Spezialisierung auf Informatik, Verfahrens-, Nachrichten-, Elektro-, Informations- und Wärmetechnik am Campus Inffeld.
Im Anschluss an den Umbau im Jahr 2008 (siehe Rubrik Geschichte) wurde 2012 damit fortgesetzt, die Freihandbereiche in der Hauptbibliothek zu erweitern und den Benutzungsbereich einladender und an gegenwärtigen Benutzerbedürfnissen orientiert zu gestalten. Die Neugestaltung der Lesesäle in allen vier Stockwerken im Jahr 2012 wurde nach den Entwürfen von Pretterhofer Simbeni Architekten verwirklicht. Nach der mehrmonatigen Generalsanierung im Sommer, während der die Hauptbibliothek für den Benutzungsbetrieb geschlossen war, wurde diese am 8. Oktober 2012 neueröffnet.
2015 fusionierte die Bibliothek die vormalige Fachbibliothek für Mathematik und Geodäsie und die vormalige Fachbibliothek Chemie zur Fachbibliothek NAWI. Die neu gegründete Fachbibliothek zog in Räumlichkeiten der Fakultät für Chemie, die ab 2014 aufgrund der geplanten Fusionierung einem Umbau unterzogen worden waren.
Die 2001 errichtete Fachbibliothek Inffeld wurde 2017 ebenfalls umgebaut. Dabei erweiterte die Bibliothek den Freihandbereich und gestaltete die Lernplätze neu, um eine helle und attraktive Lernumgebung zu schaffen, die den modernen Nutzungsbedürfnissen entspricht.

## Aufgaben und Ziele
Die Bibliothek versteht sich als bibliographisches Informations- und Kompetenzzentrum der Technischen Universität Graz und ist bestrebt, die jeweils neuesten Methoden und Technologien einzusetzen, um ihre Ziele bestmöglich zu erreichen. Zu den Zielen zählen
- das Optimieren des Zugangs zu wissenschaftlicher Information und Literatur durch technische und organisatorische Maßnahmen,
- das Dokumentieren, Zugänglichmachen und Archivieren von Forschungsergebnissen der eigenen Universität,
- das Digitalisieren, Zugänglichmachen und Archivieren von gedruckter Literatur,
- einen Kommunikations- und Lernort zu bieten sowie
- die Förderung der Informationskompetenz ihrer Nutzenden durch Aus- und Weiterbildungen sowie Life Long Learning.

Des Weiteren definiert sich die Bibliothek als Lieferantin von bibliothekarischem und bibliographischem Know-how an der Universität und positioniert sich durch den Einsatz von neuen Technologien und die Bereitstellung von neuen Dienstleistungen, wie bibliometrischen Analysen und einer Publikationsberatung, in Österreich als innovative Bibliothek.

## Bestand und Sammelgebiete
Elektronische sowie gedruckte Medien aus dem technischen und naturwissenschaftlichen Bereich bilden den Bestand der Bibliothek. Die Literaturauswahl wird durch den Lehr- und Forschungsbetrieb der Universität bestimmt. Besonderes Augenmerk liegt auf den elektronischen Ressourcen, die allen der TU Graz angehörigen Personen zur Verfügung gestellt werden.
Ihre Sammelschwerpunkte hat die Bibliothek in folgenden Bereichen:
- Architektur
- Bauingenieurwissenschaften
- Maschinenbau und Wirtschaftswissenschaften
- Elektrotechnik und Informationstechnik
- Mathematik, Physik und Geodäsie
- Technische Chemie, Verfahrenstechnik und Biotechnologie
- Informatik und Biomedizinische Technik

## Archiv der Technischen Universität Graz
Im Jänner 2011 wurde das Archiv der Technischen Universität Graz an die Bibliothek angegliedert. Ursprünglich wurde es 1996 als eine Abteilung der zentralen Verwaltung eingerichtet. Bis dahin hatte kein zentrales Archiv an der Universität existiert. Die Unterlagen wurden von den aktenproduzierenden Stellen selbst verwahrt oder entsorgt.
Das Archiv übernimmt, bewertet, erschließt und verwahrt die administrativen und wissenschaftlichen Überlieferungen der Technischen Universität Graz. Darüber hinaus verwahrt es die Nachlässe von Lehrenden und Absolventen sowie Schriftgut, das Bezug zur Technik aufweist. Einen weiteren Schwerpunkt bilden historische Geräte, die an der Technischen Universität Graz in Verwendung standen. Der Bestand umfasst rund 3.100 Laufmeter Aktenbestand sowie im Bereich des Sammlungsgutes 55 Vor- und Nachlässe, darunter 27 von Architektinnen und Architekten sowie Architekturbüros, rund 20.000 Pläne und etwa 100.000 Bilddokumente. Zur effizienteren Bearbeitung und für einen erhöhten Komfort bei der Benutzung ist seit 2009 ein modernes Archivverwaltungssystem im Einsatz und seit Beginn des Jahres 2011 ist eine Onlinerecherche in den Beständen des Archivs möglich.

## Kooperationen
Durch die Beteiligung an nationalen und internationalen Netzwerken erwirkt die Bibliothek ein breiteres Service- und Literaturangebot für ihre Nutzenden. So ist die Bibliothek Mitglied des Österreichischen Bibliothekenverbundes (seit dem Jahr 2000) und von IATUL (International Association of Technological University Libraries) sowie Gründungsmitglied der Kooperation E-Medien Österreich. Sie beteiligt sich an der Elektronischen Zeitschriftenbibliothek (EZB) und nimmt zudem am nationalen und internationalen Fernleihe-verkehr teil. Der der Bibliothek zugehörige Verlag der Technischen Universität Graz ist zudem Mitglied der Arbeitsgemeinschaft der Universitätsverlage.

## Spezialaufgaben
Die Bibliothek erfüllt über die oben genannten Aufgaben hinaus weitere Funktionen innerhalb der Universität. Sie unterstützt die wissenschaftliche Publikationstätigkeit der Universität auf unterschiedlichen Ebenen. Der Verlag der Technischen Universität Graz fördert junge Forschende der Universität und wirbt für sein Angebot auf internationalen Messen und wissenschaftlichen Veranstaltungen. Die Publikationsunterstützung besteht seit 2019 und unterstützt Forschende der TU Graz bei Themen wie Erhöhung von Sichtbarkeit und Impact, Open-Access-Publizieren, Predatory Publishing und Entwicklung von Publikationsstrategien. Zudem ist die Bibliothek für das Forschungsinformationssystem der TU Graz verantwortlich. In diesem werden die wissenschaftlichen Veröffentlichungen, Vorträge und Aktivitäten von Angehörigen der TU Graz dokumentiert.
2022 erweiterte die Bibliothek der TU Graz ihr Serviceangebot um den Bereich des Forschungsdatenmanagements (Research Data Management, RDM).  Das RDM-Team der Bibliothek unterstützt Forschende dabei, Forschungsdaten langfristig auffindbar und nutzbar zu machen.